# سلووتکی
سلووتکی (به چکی: Seloutky) یک منطقهٔ مسکونی در جمهوری چک است که در ناحیه پروستییوو واقع شده‌است. سلووتکی ۷٫۱۵ کیلومتر مربع مساحت و ۴۷۵ نفر جمعیت دارد و ۲۵۶ متر بالاتر از سطح دریا واقع شده‌است.